# IAS-машина
IAS-машина (англ. IAS machine, дослівно: Машина Інституту перспективних досліджень) — одна з перших електронних обчислювальних машин, побудована в Інституті перспективних досліджень (англ. IAS, Institute of Advanced Studies) в Принстоні, штат Нью-Джерсі, США. Комп'ютер також іноді називають «машиною Фон Неймана», оскільки вона створювалася під керівництвом Джона фон Неймана, коли він працював одночасно в Інституті перспективних досліджень і професором математики в Принстонському університеті. Комп'ютер будувався в період з 1945 по 1951.
Загальна конструкція комп'ютера почала називатися «Архітектура фон Неймана» (чи «принстонська архітектура» в протилежність «гарвардській архітектурі») і слугувала зразком для створення інших аналогічних комп'ютерів у США і у всьому світі.

## Історія створення

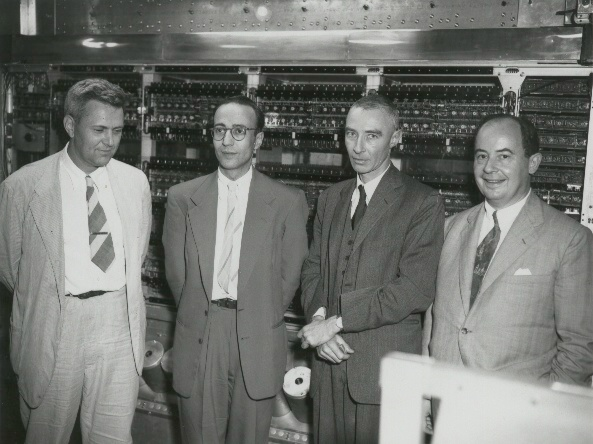
Джуліан Бігелоу, Герман Голдстайн, Роберт Оппенгеймер і Джон фон Нейман на тлі комп'ютера IAS

Ідея створення машини обмірковувалася фон Нейманом в листопаді 1945, коли в інституті Мура щойно закінчилися роботи над першим електронним комп'ютером ENIAC і почалися роботи над наступним комп'ютером — EDVAC. У зв'язку із закінченням Другої світової війни зобов'язання учасників проєкту перед військовим відомством вичерпувалися і після демобілізації кожен з них був вільний продовжувати свою кар'єру на власний розсуд. Внаслідок суперечок з Інститутом Мура щодо авторських прав на винаходи, у березні 1946 проєкт покинули Екерт і Моклі, які вирішили створити Eckert–Mauchly Computer Corporation. Фон Нейман вирішив повернутися до Інституту перспективних досліджень (IAS), де хотів продовжити роботи над новим науковим напрямом — електронними обчислювальними машинами і їхнім застосуванням у науці. Іншими місцями, які фон Нейман розглядав влітку 1945, були Массачусетський технологічний інститут і Чиказький університет.
Вибір IAS як місця для створення комп'ютера був дуже незвичайним, оскільки Інститут перспективних досліджень займався винятково теоретичною наукою і не мав лабораторій і устаткування для проведення експериментів, не було навіть приміщення для роботи інженерів. Проєкт електронного комп'ютера («Electronic Computer Project» так офіційно називався проєкт в Інституті) був підтриманий провідними вченими Інституту, зокрема, Освальдом Вебленом і керівником Інституту — Френком Айделоттом, а також отримав фінансову підтримку з боку компанії RCA, яка брала на себе усі питання забезпечення проєкту вакуумними лампами, і армійського (Army Ordnance Department) і морського (Office of Naval Research) відомств США: фон Нейман переконав військово-морське відомство, що IAS-машину можна буде використати для чисельного прогнозу погоди. Фон Нейман запропонував створити IAS-машину як дослідний зразок, на якому відпрацьовуватимуться різні способи обчислень і технології. На взірець IAS-машини різні установи, що потребують комп'ютерів, будуватимуть свої машини, економлячи таким чином свої засоби на дослідження.
У березні 1946 головним інженером проєкту був призначений Джуліан Бігелоу (Julian Bigelow). Фон Нейман став директором проєкту. З Інституту Мура, покинувши проєкт EDVAC, перейшли Герман Голдстайн (заступник директора проєкту), Артур Беркс, Роберт Шоу і Джон Девіс. Фон Нейман пропонував посаду головного інженера Екерту, але потім відкликав свою пропозицію, коли зʼясувалося, що Екерт планує зайнятися бізнесом. У проєкті також брали участь Джеймс Померен, Ральф Шлуц, Віліс Вейр. Загальна кількість людей в команді не перевищувала шести. Планувалося проєкт виконати за 3 роки. Для прискорення роботи було вирішено виконувати усі роботи над комп'ютером паралельно, тому команда розбилася на чотири групи, які досліджували різні напрями проєкту:
1. логічне облаштування комп'ютера (Беркс, Голдстайн, фон Нейман)
2. технічний пристрій (Бігелоу, з 1951 — Померен)
3. математичні питання (Голдстайн і фон Нейман)
4. група чисельного прогнозу погоди (Meteorology Project, Жуль Чарні[en]).

### Розробка теорії
У липні 1946 Беркс, Голдстайн і фон Нейман написали знамениту монографію під назвою «Попередній розгляд логічного облаштування електронного обчислювального приладу» (англ. Preliminary Discussion of the Logical Design of an Electronic Computing Instrument), яка детально описала пристрій і технічні характеристики майбутнього комп'ютера, які пізніше почали називатися «Архітектура фон Неймана». Ця робота розвивала ідеї, викладені фон Нейманом в травні 1945 в рукописі «Перший проєкт звіту про EDVAC», який не призначався для широкої публікації, у ньому описувалася лише логічна структура «ідеального» комп'ютера, в роботі «Попередній розгляд» були описані усі технічні подробиці. У другій частині монографії під назвою «Планування і кодування завдань для електронного обчислювального приладу» (англ. Planning and Coding Problems for Electronic Computing Instrument), представленою в трьох частинах (частина I — квітень 1947, частина II — 15 квітня 1948, частина III — 16 серпня 1948, частина IV не надрукована, були детально описані способи програмування майбутнього комп'ютера. Ця фундаментальна монографія офіційно була передана її авторами в громадське надбання, і її копія зберігається з афідевітом Беркса, Голдстайна і фон Неймана в Патентному відомстві США і у Бібліотеці Конгресу США.
Голдстайн і фон Нейман як учені розглядали свою роботу над комп'ютером як наукове дослідження і нехтували комерційними вигодами від відкриттів і винаходів, зроблених в процесі його створення.

### Створення комп'ютера
Головною інженерною проблемою при створенні комп'ютера виявилася проблема з оперативною пам'яттю. Було вирішено не використовувати ртутні лінії затримки, як це було зроблено в конкурентному проєкті EDVAC. Для необхідної високої швидкості роботи IAS-машини (2000-4000 множень в секунду) пам'ять мала бути з довільним доступом. Ртутні лінії затримки робили пам'ять послідовною і повільною.
Спочатку передбачалося скористатися пропозицією компанії RCA, яка обіцяла забезпечити проєкт статичною ламповою пам'яттю під назвою Selectron. Але у RCA виникли проблеми з розробкою цієї технології, і до обіцяного терміну Selectronʼи не надійшли. Влітку 1948 інженери IAS-машини вирішили використати для оперативної пам'яті трубки Вільямса і успішно це зробили до січня 1950.
Офіційний урочистий запуск IAS-машини відбувся 10 червня 1952, але машина була доступна для проведення обчислень з весни 1951. Перше своє велике завдання машина виконала влітку 1951 для Лос-Аламойської національної лабораторії. Увесь 1952 рік комп'ютер працював в дві-три зміни до середини 1953 року. У грудні 1953 його розібрали і перевезли в інше просторіше і добре охолоджуване приміщення. 1954 до комп'ютера додали графічний дисплей з 7-дюймовою електронно-променевою трубкою роздільністю 512х512 точок, 1955 — новий об'ємніший магнітний барабан ERA Model 1107.

### Чисельний прогноз погоди
Група науковців напрямку прогнозу погоди була готова до розрахунків наприкінці літа 1949, але на той час IAS-машина не була готова. Щоб не марнувати час в очікуванні закінчення робіт над IAS-машиною, і враховуючи важливість напрямку прогнозу погоди для стратегічних потреб країни, фон Нейман запропонував скористатися ЕНІАКом. Підготовка програми до розрахунку тривала 5 тижнів, а сам розрахунок прогнозу погоди на наступні 24 години на ЕНІАЦі тривав 24 години.
Виконання програми за тією ж моделлю і з тими ж даними на IAS-машині 30 червня 1953 тривало 6 хвилин, тобто в 240 разів швидше.

### Створення похідних комп'ютерів
На початку 1950-х років зі вступом СРСР в ядерну гонку різко зросла потреба уряду США в обчислювальних машинах. Не чекаючи завершення IAS-машини, були побудовані за її зразком машини MANIAC в Лос-Аламоській національній лабораторії і AVIDAC — в Аргонській національній лабораторії. Завдяки накопиченому досвіду при створенні IAS-машини, творцям MANIAC і AVIDAC вдалося уникнути безлічі помилок і безвихідних рішень і запустити свої комп'ютери на кілька місяців раніше свого пращура.
Сама IAS-машина почала розглядатися як інструмент для проведення термінових обчислень з оборонної тематики, попри те, що вона будувалася як експериментальний прототип.

## Опис
- Елементна основа: вакуумні лампи, 2300 шт. 5 типів і 5 діодів.
- Синхронізація: відсутній тактовий генератор, що синхронізував роботу усіх вузлів, наступна команда виконувалася після того, як була виконана попередня.
- Розрядність: двійкова.
- Розмір слова: 40 біт.
- Формат команди: одноадресний.
- Розмір команди: 20 біт, 2 команди на 40-бітове слово для прискорення вибірки команд, передвісник «look-ahead»[14].
- Кількість команд: 67, використовувалося тільки 44.
- Представлення чисел: відʼємні числа представлялися у доповняльному коді. Дійсні числа представлялися числами з фіксованою комою, щоб спростити конструкцію машини і її програмування[15].
- Запамʼятовувальний пристрій: трубки Вільямса. Всього використовувалося 40 трубок Вільямса.
- Розмір пам'яті: 1024 слова (5,1 кБ). Пам'ять була з довільним доступом і паралельною, тобто кожен біт числа зберігався в окремій трубці Вільямса і складання бітів могло відбуватися одночасно[16].
- Тривалість доступу до пам'яті: 25 мікросекунд.
- Постійна пам'ять: магнітний барабан — 2.048 слів, тривалість доступу — 140.000 мікросекунд (власна розробка в травні-червні 1953) і пізніше 12.288 слів, тривалість доступу — 17.000 мікросекунд (у 1955 — магнітний барабан від компанії Engineering Research Associates[en])[17].
- Пристрій введення-виведення: модифікований телетайп[18], пізніше — зчитувач перфокарт IBM.
- Швидкості: додавання — 62 мікросекунди, множення — 620—713 мікросекунди, ділення — 920 мікросекунд.
- Енергоспоживання: 28 кВт.
- Маса машини: 450 кілограмів.
- Маса охолоджувальної системи: 15 тонн.
- Обслуговування: 1 інженер + 1 оператор при 8-годинній зміні, 1 інженер + 2 оператори при двох 8-годинних змінах.
- Надійність: середня тривалість роботи за зміну — 4-8 годин. 70 % надійності з початку 1952 року до початку 1955 року. 80 з початку 1955 року[19].

Машина мала «новинку» у вигляді регістрів загального призначення: регістр AC — акумулятор, і регістр MQ — множник/дільник.

## Подальша доля
Після смерті фон Неймана 1957, IAS-машина пропрацювала в Інституті до 15 липня 1958, після чого було вирішено, що комп'ютер виконав своє завдання, і проєкт («Electronic Computer Project») був закритий.
Впродовж кількох днів його розібрали і перевезли до Національного музею Американської історії Смітсонівського інституту в м. Вашингтон, де зберігається досі як неробочий експонат. Інститут перспективних досліджень більше комп'ютерами ніколи не займався, а приміщення, відведене під IAS-машину, було перероблене в дитячий садок.

## Похідні IAS-машини

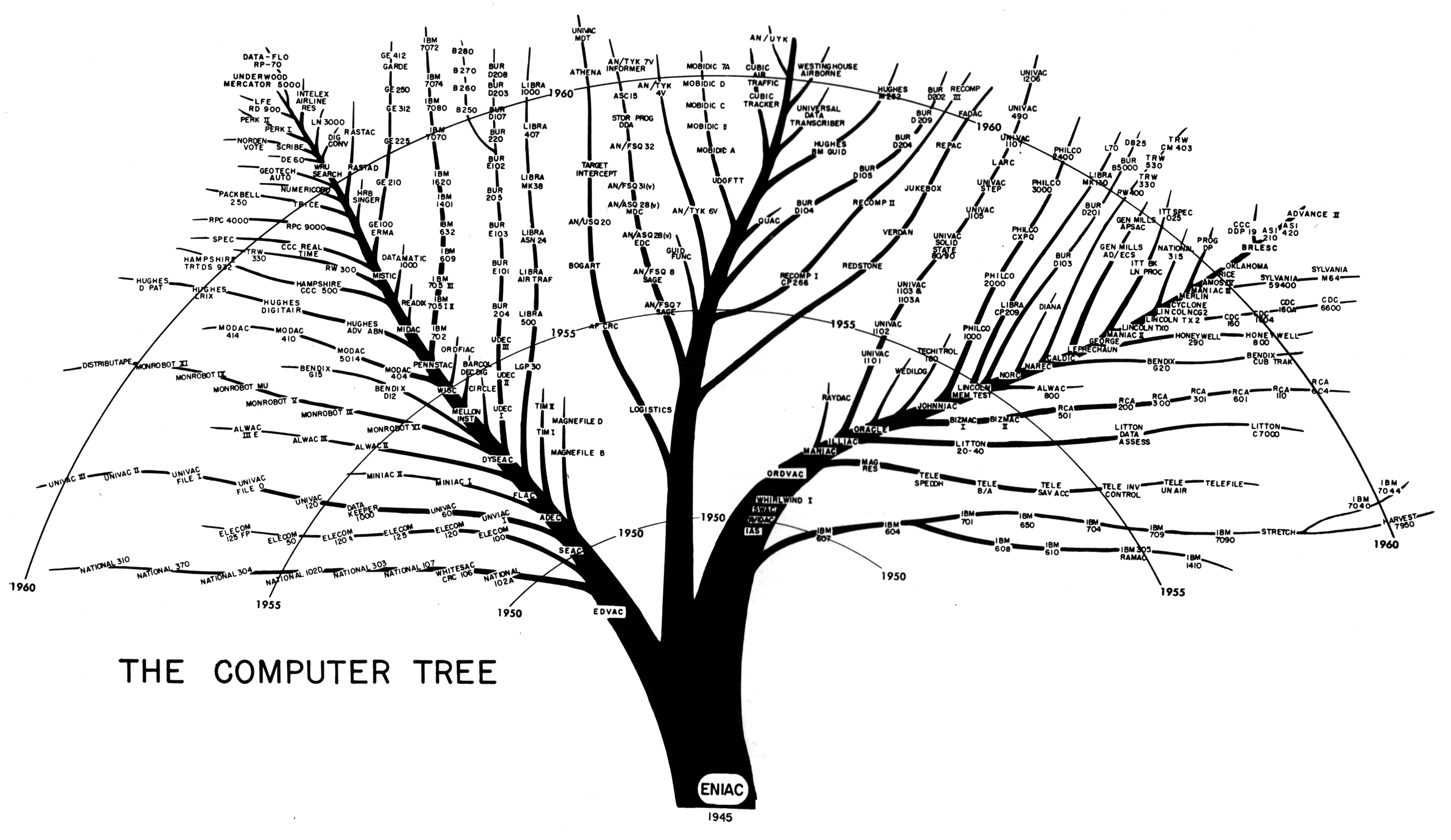
Дерево родинних зв'язків ранніх комп'ютерів 50-х і 60-х років XX століття. Права гілка має в основі IAS-машину

IAS-машина будувалася як експериментальна, на якій відпрацьовувалися різні технології і ідеї, проводилися дослідження і випробування. Передбачалося, що IAS-машина стане готовим зразком, за яким (з різними варіаціями) швидко створюватимуться інші машини для різних зацікавлених організацій. Усі комп'ютери, створені за подібністю IAS-машини, належали до «сімейства IAS-машин», оскільки будувалися за «архітектурою фон Неймана», хоча і не були сумісні один з одним на рівні програмного забезпечення.
- MANIAC[en] (Лос-Аламоська національна лабораторія) (березень 1952)
- ORDVAC[en] (Абердинський випробувальний полігон) (10 березня 1952)
- IBM 701 (19 машин) (29 квітня 1952)
- БЕСМ (Москва) (осінь 1952)[22]
- ILLIAC I (Іллінойський університет в Урбана-Шампейн) (1 вересня 1952)
- AVIDAC[ru] (28 січня 1953)
- ORACLE[en] (Національна лабораторія Ок-Ридж) (кінець 1953)
- JOHNNIAC[en] (RAND) (березень 1954)
- BESK[en] (Стокгольм, Швеція) (1 квітня 1954)
- WEIZAC (Науково-дослідний інститут імені Вейцмана) (кінець 1955)
- SILLIAC[en] (Сіднейський університет) (4 липня 1956)
- SMIL (Лундський університет) (серпень 1956)
- SARA[en] (SAAB) (1956)
- MUSASINO-1[ru] (Токіо, Японія) — похідний від ILLIAC I (липень 1957)
- MISTIC[en] (Університет штату Мічиган) (осінь 1957)
- GEORGE[ru] (Аргоннській національної лабораторії) (1957)
- DASK[en] (Regnecentralen[en], Копенгаген) (1958)
- CYCLONE[en] (Університет штату Айова) (липень 1959)